# Dedinská hora
Dedinská hora je přírodní rezervace v oblasti Štiavnické vrchy.
Nachází se v katastrálním území obce Muľa v okrese Veľký Krtíš v Banskobystrickém kraji. Území bylo vyhlášeno či novelizováno v roce 2000 na rozloze 11,7980 ha. Ochranné pásmo nebylo stanoveno.